# Gravures rupestres des monts Helan

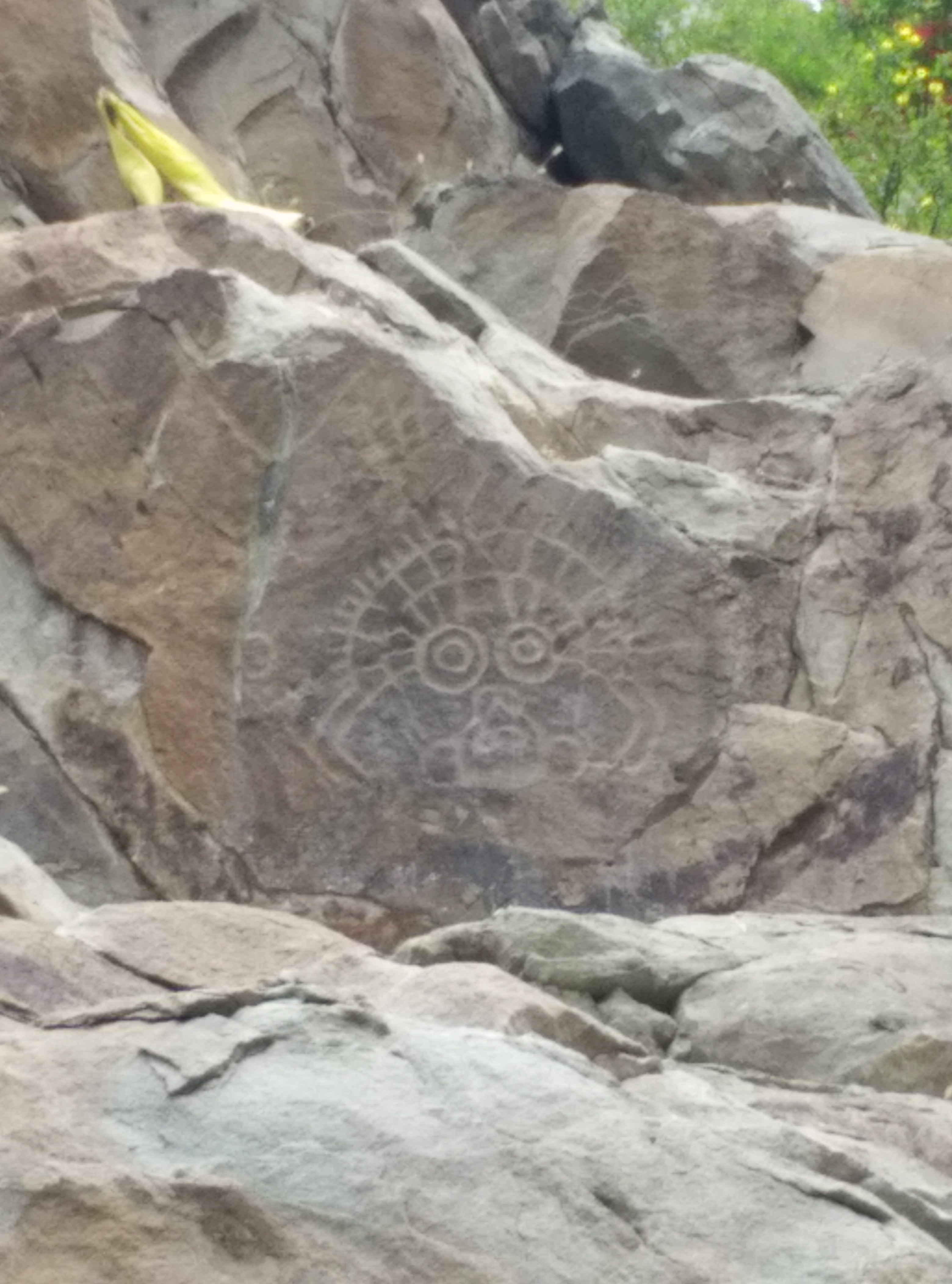
Pétroglyphe représentant l'esprit (ou dieu) du soleil

Les gravures rupestres des monts Helan (chinois simplifié : 贺兰山岩画 ; pinyin : hèlán shān yánhuà) sont un ensemble de pétroglyphes et de gravures rupestres situés dans les monts Helan, qui bordent à l'Ouest la région autonome de Ningxia, dans le Nord de la Chine. L'âge des gravures est probablement centré autour du Néolithique.

## Historique
Ces œuvres ont été observées par des chercheurs pour la première fois en 1969 par Li Xiangdan (李祥石). De nombreuses autres œuvres ont été découvertes entre 1983 et 1984.

## Description
Plus de 6 000 gravures ont été répertoriées à Helankou, principal site d'art rupestre des monts Helan. Elles auraient été réalisées sur une longue période, il y a entre 3 000 et 10 000 ans. Deux sortes de techniques ont été utilisées pour graver les pétroglyphes, la découpe au burin ou l'usure par frottement.
Les gravures montrent des figures humaines, animales, et des symboles. Les figures humaines représentent des scènes de chasse, d'élevage, de sacrifices, de batailles, de danse et de procréation. Les figures animales représentent des tigres, léopards, cerfs sika, moutons, bétail, chevaux et chameaux. Les symboles consistent principalement en visages ressemblant à des masques, parmi lesquels le plus remarquable est le dessin du dieu soleil. Environ deux tiers des représentations sont des visages humains, semblables à ceux que l'on trouve sur les poteries du Néolithique.

## Protection
L'ensemble de sites de gravures rupestres est protégé et classé au titre des sites historiques et culturels majeurs protégés au niveau national par le Conseil des affaires de l'État de la république populaire de Chine.